# Tanaostigmodes silviae
Tanaostigmodes silviae is een vliesvleugelig insect uit de familie Tanaostigmatidae. De wetenschappelijke naam is voor het eerst geldig gepubliceerd in 1922 door Girault.